# Annette Salmeen
Annette Elizabeth Salmeen (* 7. Dezember 1974 in Ann Arbor, Michigan) ist eine amerikanische Biochemikerin, ehemalige Rhodes Scholar und Goldmedaillengewinnerin bei den Olympischen Spielen 1996.

## Schwimmen
Salmeen begann mit neun Jahren mit dem Leistungsschwimmen. An der Huron High School in Ann Arbor war sie zwei Jahre Cokapitänin der Mächenschwimmmannschaft. In ihrer Highschool gewann sie dreimal Staatsmeisterin über 500 Yards Freistil und 100 Yards Schmetterling. Anschließend ging sie an die University of California, Los Angeles (UCLA). Auch dort wurde sie Cokapitänin, viermal All-American und NCAA-Meisterin über 200 Yards Schmetterling. Bei der Universiade 1995 in Fukuoka, Japan, gewann sie die Bronzemedaille. Salmeen qualifizierte sich für die US-Mannschaft der Olympischen Spiele 1996 in Atlanta, Georgia. Dort gewann sie die Goldmedaille über die 4 × 200-m-Freistilstaffel. Im Einzelwettkampf über 200 m Schmetterling belegte sie im B-Finale Platz vier, insgesamt den 12. Gesamtrang.

## Rhodes Scholarship
1997 schloss sie ihr Chemiestudium an der UCLA mit dem Bachelor of Science ab und erhielt die Rhodes Scholarship für eine Promotion zum Ph. D. in Biochemie an der University of Oxford. Während der vier Jahre am St John’s College, Oxford, war sie Mitglied des Schwimmteams und stellte neun Rekorde (3× Langstrecke und 6× Kurzstrecke) auf. 2001 schloss sie ihre Promotion ab.

## Stanford University
Im Anschluss ging sie als Postdoktorandin an die Stanford University. 2005 wurde sie in den Vorstand der United States Anti-Doping Agency berufen. 2015 kehrte sie für die Lehre an die Stanford University zurück.